# Kervin Arriaga
Kervin Fabián Arriaga Villanueva (Puerto Cortés, 5 gennaio 1998) è un calciatore honduregno, centrocampista del Levante e della nazionale honduregna.

## Carriera

### Club
Dopo aver giocato nel campionato honduregno con Platense e Marathón, il 16 febbraio 2022 si è trasferito al Minnesota Utd, in MLS.

### Nazionale
Ha rappresentato le nazionali giovanili honduregne Under-22 ed Under-23. Il 10 ottobre 2020 ha esordito con la nazionale maggiore, disputando l'amichevole pareggiata 0-0 contro il Nicaragua.

## Statistiche

### Presenze e reti nei club
Statistiche aggiornate al 20 marzo 2022.
| Stagione        | Squadra         | Campionato      | Campionato | Campionato | Coppe nazionali | Coppe nazionali | Coppe nazionali | Coppe continentali | Coppe continentali | Coppe continentali | Altre coppe | Altre coppe | Altre coppe | Totale | Totale |
| Stagione        | Squadra         | Comp            | Pres       | Reti       | Comp            | Pres            | Reti            | Comp               | Pres               | Reti               | Comp        | Pres        | Reti        | Pres   | Reti   |
| --------------- | --------------- | --------------- | ---------- | ---------- | --------------- | --------------- | --------------- | ------------------ | ------------------ | ------------------ | ----------- | ----------- | ----------- | ------ | ------ |
| 2016-2017       | Platense        | LN              | 5          | 1          |                 | -               | -               |                    | -                  | -                  |             | -           | -           | 5      | 1      |
| 2017-2018       | Platense        | LN              | 27         | 2          |                 | -               | -               | CL                 | 1                  | 0                  |             | -           | -           | 28     | 2      |
| 2018-2019       | Platense        | LN              | 33         | 5          |                 | -               | -               |                    | -                  | -                  |             | -           | -           | 33     | 5      |
| 2019-2020       | Marathón        | LN              | 23         | 4          |                 | -               | -               |                    | -                  | -                  |             | -           | -           | 23     | 4      |
| 2020-2021       | Marathón        | LN              | 24         | 5          |                 | -               | -               | CL                 | 1                  | 0                  |             | -           | -           | 25     | 5      |
| 2021-feb. 2022  | Marathón        | LN              | 8          | 2          |                 | -               | -               | CCL+CL             | 2+4                | 0+1                |             | -           | -           | 14     | 3      |
| 2022            | Minnesota Utd   | MLS             | 3          | 0          | USOC            | 0               | 0               |                    | -                  | -                  |             | -           | -           | 3      | 0      |
| Totale carriera | Totale carriera | Totale carriera | 123        | 19         |                 | 0               | 0               |                    | 8                  | 1                  |             | -           | -           | 131    | 20     |